# Стелерова гага
Стелеровата гага (Polysticta stelleri) е дребна морска прелетна птица от семейство Патицови, най-малкият от четирите вида гаги и отделена в монотипен род. Носи името на Георг Вилхелм Стелер, който я открива през зимата и ранната пролет на 1740 – 1741 година в района на Камчатка, Русия и я вижда отново, докато птиците гнездят на Алеутските острови. Описана е и наименувана от немския зоолог и ботаник Петер Симон Палас през 1769 година.

## Описание
Стелеровата гага е с ясно изразен полов диморфизъм. Отличава се от другите видове гаги по по-малките си размери, ъгловатата глава с остра, издължена човка, по-дългата опашка и по-изящно телосложение, все черти, които са по-характерни за речните патици. При възрастните и от двата пола се наблюдава по едно светло синкаво петно върху горната част на крилата, обкантено с тънка бяла ивица, което е по-ярко изразено при женските екземпляри. За разлика от другите гаги лети високо над водата – на 30 до 50 метра с много бърз размах на крилата и свистящ шум. Птицата е с дължина 43 – 47 cm и средно тегло на възрастен екземпляр е 907,2 g.
Птиците от вида си движат добре на сушата и често остават по скалите или на брега да чистят крилата си с клюн или просто да си почиват.
През зимата, пролетта и началото на лятото оперението на мъжкия е в преобладаващи цветове бяло и черно. Гърбът е черен с бели ивици по края на перата, главата и шията са бели, гърдите и коремът – светло кафяво-оранжево, постепенно преливащо в бяло. Забелязва се малко тъмнозелено петно в предната част на очите и хоризонтална ивица в задната част на главата в същия цвят. Човката е остра и заедно с краката и плавателните ципи има синьо-сив цвят, а очите са червеникави. През късното лято и есента, мъжките са с изцяло тъмнокафяво оперение и бяло петно на крилата.
Женската е с кафяво оперение с червени отблясъци, главата, вратът и коремът са в същия цвят, а плавателните ципи са белезникави. Главата е по-плоска, опашката дълга, а човката е по-къса, триъгълна и остра. Обикновено има светъл пръстен около очите. Всяко перо завършва с много тънка светла ивица. Мълчалива е и почти не издава звуци. Женските и младите са целогодишно с тъмнокафяво оперение.
Младите мъжки и женски екземпляри са кафяви с бледи петна на главата и черна шия и врат.

## Оценка на броя на популацията
Общата численост на стелеровата гага е уточнено на приблизително 110 000 – 125 000 броя. През 2000 година популациите, зимуващи в Европа са оценени на 7700 – 20 800, а заедно с тези в Русия нарастват на 23 060 – 36 160 броя.
Оценка на приблизителния брой на стелеровата гага в света
| №  | Местообитание                                      | Брой/Година    | Брой/Година                    | % спад                     |
| -- | -------------------------------------------------- | -------------- | ------------------------------ | -------------------------- |
| 5  | Аляска                                             | 137 904 (1992) | 74 369 (2011)                  | от 1992 г. – 2,3% годишно  |
| 6  | Източна Азия (включ. Руския Далечен изток)         |                | 20 000 – 25 000 (2011)         | 20 – 40% (слабо проучен)   |
| 7  | Руският Далечен изток                              |                | 10 000 – 15 000 (2011)         |                            |
| 2  | Европа и Русия                                     |                | 23 060 – 36 160 (2011)         |                            |
| 1  | Европа                                             |                | 7700 – 20 800 (2000)           | 30 – 49% за 12 години      |
| 3  | Балтийско море                                     |                | 2250 (2003)                    | 13% за периода 1994 – 2003 |
| 4  | Норвегия                                           |                | 2000 – 4000 (2006)             | 8% за периода 1985 – 2003  |
| 8  | Берингово море и Командорските острови до Камчатка | 10 000 (1960)  | 3356 – 4994 (2005, 2006, 2007) |                            |
| 9  | Колски полуостров                                  |                | 4297 (2003)                    |                            |
| 10 | Камчатка                                           |                | 20 000 (2003)                  |                            |
| 10 | Общо                                               |                | 110 000 – 125 000              |                            |

Спадът на зимуващите птици на най-големия от Командорските острови на Русия, е по-голям в близост до единственото селище на западния бряг, където се организират нови защитни зони.

## Разпространение
Познати са три световно признати популации от вида – две в арктичната част на Русия (Атлантическия и Тихия океан) и една в Аляска. По-малобройната група обитава територии в Западна Русия и прекарва зимата в Северна Европа. Ареалът на по-многобройната е край Тихия океан, предимно в източната част на Сибир. Най-често обаче се размножава в крайбрежните арктически равнини между Уейнрайт и залива Prudhoe, със забележителна концентрация край град Бароу в Аляска, главния ареал на гнездене в Северна Америка.
В Русия стелеровата гага гнезди в зоните на крайбрежната тундра и големите речни делти, на териториите между делтата на река Колима и полуостров Ямал. Обичаен ареал за гнездене са и арктичните равнини и западните райони на Аляска. Птиците летуват в югозападна Аляска, руския архипелаг Нова Земя, Северна Норвегия и близките руски води. Тези, които гнездят източно от Хатангския залив на Русия, зимуват по крайбрежието на Берингово море. Малки количества прекарват зимата в Северна Япония. Онези, които през лятото населяват териториите на запад от Хатангския залив, зимуват в североизточната част на Атлантическия океан и Балтийско море.
Струпвания на негнездещи ята се наблюдават още през юли в Северна Европа и в Тихия океан, от Япония до началото на Аляска. Добре известна е и голямата концентрация през лятото, есента и отново през пролетта по протежение на полуостров Аляска и в лагуната Нелсън, а през лятото и в Националното убежище за диви животни в Izembek на Алеутските острови. Много от тях сменят перата си в Убежището, където големият брой нелетящи птици дават възможност за събиране на информация от екипи на учени за начина им на живот. Първите експедиции тук започват още през 1960 г.

## Начин на живот
Стелеровата гага обитава крайбрежията на водни басейни с различни размери и соленост – сладководни, солени, леко солени, както и приливни равнини, низини, мочурища и плитчини. За разлика от по-големите видове гаги, които през зимата обитават крайбрежията на по-дълбоки води в северните морета, стелеровата гага обикновено предпочита зоните на плитки лагуни и крайбрежни местообитания. Птиците се събират на ята в защитени заливи, както и по скалисти носове и островчета.
При гнездене през лятото са предпочитани области, които се характеризират с равна крайбрежна ивица в откритата тундра. Избират местообитания в тундрата, които съдържат изобилие от малки сладководни езера, често свързани с делтите на северните реки. Много подходящи и привлекателни са районите край град Бароу в Аляска и делтата на река Лена в Русия, тъй като тундрата там е много богата на лишеи, мъхове, а понякога крайбрежията са обрасли и с върби. През зимата, извън размножителния период, прекарват най-често на морски, ниско разположени скалисти брегове, близо до заливи и речните устия.
Видът мигрира на разстояние около 3000 km до местата за линеене, където птиците остават нелетящи за известно време, докато сменят перата си. Извън размножителния сезон стелеровата гага е силно социална. В този период тя образува ята, които могат да надхвърлят 50 000 птици, вероятно като дефанзивна адаптация, за да противостоят на големите хищни птици. След това някои от тях продължават миграцията си до по-далечни места за зимуване. Времето на миграция и линеене са силно променливи. Понякога миграцията започва още през август, а през някои години – чак през ноември. При закъсняла миграция линеенето започва преди пристигането на традиционните за процеса места.
Ята с големи размери се появяват и през пролетта, когато започва образуването на двойки, преди заминаването за разплод в основания им ареал. В Източна Азия пролетната миграция започва през март, а на други места – през април. Обикновено пикът се достига през месец май. Птиците пристигат в районите за размножаване в началото на юни. Срещат се и ята, които се движат едновременно с други птици от същия род. Някои малки групи остават през лятото по бреговете на фиорда Варангер, заливите в Баренцево море, между руския полуостров Рибачий и норвежкия Варангер.
Големи врагове на стелеровата гага са някои бозайници и хищни птици – полярната лисица и бялата сова (Nyctea scandiaca). Особена заплаха за гнездещите птици в Аляска е големият морелетник. Максималната продължителност на живот на вида в диво състояние е 23 години.

## Хранене
Стелеровата гага се храни по време на плуване и гмуркане, като предпочита недълбоки води, с дълбочина не повече от 10 m, за да може лесно да достига дъното. Предпочитани са областите, където сладководните потоци се вливат в морето. Консумира главно мекотели, ракообразни, растителни семена, попови лъжички и морски безгръбначни.
През зимния сезон, когато птиците обитават крайбрежията на соленоводни басейни, могат да бъдат наблюдавани големи ята със забележително синхронизирано хранене. В търсене на храна птиците се гмуркат и появяват едновременно. В морските води консумират разнообразна гама от морски организми – ракообразни, морски червеи, коремоноги и мекотели, миди от рода Mytilus и семейство Patellidae, както и други ядивни миди, охлюви, скариди и раци. По време на линеене основният източник на храна са двучерупчестите мекотели.
По време на размножителния сезон, когато стелеровата гага обитава тундрата и влажните зони, храненето включва семена, скариди, мухи и някои сладководни като насекомите от семейство Chironomid и разред Ручейници и особено техните ларви.

## Размножаване
Стелеровата гага е предимно моногамен вид. И двата пола достигат полова зрялост 730 дни след излюпването. Малко преди да потеглят към териториите за зимуване, птиците образуват двойки, които отлитат заедно и заедно търсят подходящо място за изграждане на гнездото. Стелеровата гага започва да се размножава през юни, като обикновено двойките гнездят поединично при много ниска плътност – около една двойка на 100 da, отчетено край река Kashunuk в Аляска. Понякога обаче за този период се събират в малки колонии от около максимум 60 гнезда.
Видът гнезди обикновено на разстояние няколко метра от откритите водни пространства. Женските са тези, която избират мястото и изграждат гнездата. Обикновено ги разполагат върху малки издигнати места или в пониженията между тях, в рамките на няколко метра от тундрово езерце или сред храсти, върби и брези. Те често са добре скрити от високи треви, имат форма на дълбока купа и са покрити с лишеи, трева и лека перушина.
Женската снася по едно яйце на ден, обикновено от 5 до 7 броя общо, които понякога стигат и до 10. Яйцата са сивозелени или жълтозелени, а инкубирането им продължава 24 – 26 дни. След излюпването всички птици се придвижват до крайбрежните местообитания, където се формира ятото. По време на гнезденето мъжките се събират в големи групи край бреговете, близо до мътещите женски.
Стелеровата гага не се размножава всяка година. Склонна е да гнезди в годините, когато се наблюдава изобилие от леминги, които са алтернативен източник на хранене на полярните лисици и други по-едри хищници. Същото се забелязва и когато е увеличено количеството на гнездещите в района големи морелетници и снежни бухали. Това се отдава на факта, че защитавайки собствените си гнезда, големите птици осигуряват защита и на близките гнезда на стелеровата гага.

## Проблеми и опазване
Видът е определен като уязвим, тъй като е в процес на бързо намаляване, особено при ключовите популации в Аляска. Необходими са допълнителни изследвания за определяне на причините за този спад и преценка дали някои популации са се преориентирали към други, недобре изследвани области. Спадът на разплода в Аляска довежда до включването на стелеровата гага в Червената книга като застрашен вид през юли 1997 година. През 1987 г. е записан и като рядък вид в Червената книга на Якутия.
От края на 19 век стелеровата гага става сериозен обект на лов в Аляска, което засяга гнездещите птици. Същото се отнася и за птиците в Сибир и други области за разплод. Изследвания в град Бароу показват, че видът е обект на оловно отравяне от историческото използване на оловни сачми при лова им. Птиците, които гнездят в Русия, също са ловувани по този начин. През 1991 година в САЩ е приета забрана за използването оловните сачми, но е възможно то да продължава незаконно. Мъжките са обект на специално ловно внимание, тъй като те пристигат за линеене преди женските.
Между 2001 и 2004 година не се наблюдава гнездене в един от най-привлекателните райони за вида – този около град Бароу. Птиците започват да се връщат тук и да водят обичайния си начин на живот едва след наложения през 2005 година контрол върху разрастването на популациите на полярната лисица. Повишаването на броя на населението в Аляска е довело до повишаване и на броя на гарваните и някои видове големи чайки, което от своя страна води до по-голям риск за живота на стелеровата гага.
Последните драматични промени в морския арктичен лед и степента на дебелината му на север в Аляска и Русия може да засегне стелеровата гага по неизвестни начини.
Загубата на местообитания се дължи и на експлоатацията на природни ресурси като петрол и природен газ в района. Нарастващия трафик на танкери, които превозват петрол от арктическите области, подлага на риска от разливи и замърсяване морската вода. Засета не е ясно кои от тези много фактори са причина за общия спад на вида. Съществуват и опасения в Аляска, че пътно-строителни проект, одобрен от Конгреса на Съединените щати през 2009 година, може да окаже негативно въздействие върху полярните видове.
Видът е защитен както в САЩ, така и в Русия. От 1991 година ловът на стелерова гага в Аляска е забранен, а в Русия същата забрана е в сила още от 1981 година. От 2000 година действа и европейски план за защита на стелеровата гага. В САЩ е приложено опазване на вида и неговите местообитания на площ от 4528 km2 по крайбрежната ивица. В ход е програма за развъждане и изследвания на вида в Аляска и северните райони на Русия. Предлагат се нови защитени зони на местата за зимуване, включително и разширяване на защитените зони на Командорските острови край Камчатка.
Районите, определени като критични местообитания в Аляска и смятани за важни за опазването на застрашената стелерова гага са пет. Това е крайбрежната тундра при делтите на реките Юкон и Кускокуим, която обхваща исторически области за разплод и четири крайбрежни морски области, свързани с линеенето на птиците – плитчините на река Кускокуим, групата от 12-те острова Seal в Берингово море и лагуните Нелсън и Izembek.